# جسیکا دی فیلیپو
جسیکا دی فیلیپو (انگلیسی: Jessica De Filippo؛ زادهٔ ۲۰ آوریل ۲۰۰۱) بازیکن فوتبال اهل کانادا است که در حال حاضر برای باشگاه فوتبال زنان ونکوور رایز در پست مهاجم بازی می‌کند.
از باشگاه‌هایی که وی در آن‌ها بازی کرده است می‌توان به شیکاگو رد استارز و باشگاه فوتبال ۱.اف‌اف‌سی توربین پوتسدام اشاره کرد.
وی همچنین در تیم‌های ملی فوتبال زیر ۱۷ سال، زیر ۱۸ سال و زیر ۲۰ سال کانادا بازی کرده است.

## دوران باشگاهی
جسیکا دی فیلیپو در سال ۲۰۱۸ برای لیکر دو لاک سنت-لوئیس بازی کرد و به تیم منتخب بازی‌های ستاره‌های لیگ دعوت شد. در سال ۲۰۱۹، او برای باشگاه ورزشی زنان مانتیویل به میدان رفت.
در سال ۲۰۲۱، او با شکاگو رد استارز در WPSL بازی کرد و عنوان قهرمانی کنفرانس را به دست آورد.
در سال ۲۰۲۲، دی فیلیپو به PLSQ بازگشت و با باشگاه قبلی خود، باشگاه فوتبال زنان لاوال (که قبلاً باشگاه ورزشی زنان مانتیویل نامیده می‌شد) بازی کرد.
در فوریه ۲۰۲۳، او با پیشرفتی قابل توجه به اروپا آمد و با تیم آلمانی باشگاه فوتبال ۱.اف‌اف‌سی توربین پوتسدام در بوندسلیگای زنان قرارداد امضا کرد. او در پایان فصل از این باشگاه جدا شد.
در ژوئیه ۲۰۲۳، او با باشگاه اسپانیایی اسپورتینگ اوئلوا در بالاترین لیگ زنان کشور اسپانیا، لیگا اف قرارداد امضا کرد. در تاریخ ۸ نوامبر ۲۰۲۳، او گل برتری را در پیروزی ۱–۰ مقابل باشگاه فوتبال زنان تنریف به ثمر رساند تا به تیمش کمک کند به مرحله یک‌هشتم نهایی جام حذفی صعود کند.
در ژوئیه ۲۰۲۴، او به باشگاه فوتبال زنان وایتکپس گرلز الیت در لیگ یک بریتیش کلمبیا پیوست و در تاریخ ۲۰ ژوئیه در برابر باشگاه فوتبال زنان ریورز اولین بازی خود را انجام داد. در تاریخ ۹ اوت ۲۰۲۴، او در نیمه‌نهایی لیگ ۱ کانادا، در پیروزی ۲–۰ مقابل باشگاه فوتبال زنان کلیگری بلیزارد دو گل به ثمر رساند.
در دسامبر ۲۰۲۴، او با باشگاه فوتبال زنان ونکوور رایز قرارداد امضا کرد تا در فصل ۲۰۲۵ اولین حضور خود را داشته باشد.

## دوران ملی
در سال ۲۰۱۳، او نماینده کشور کانادا در مسابقات دانون نیشنز کاپ برای پسران زیر ۱۲ سال بود.
در ژوئن ۲۰۱۴، او در برنامه ملی کانادا حضور پیدا کرد و به تیم زیر ۱۵ سال کانادا دعوت شد. در سال ۲۰۱۸، او برای تیم زیر ۱۷ سال کانادا بازی کرد و به این تیم کمک کرد تا به مقام چهارم در جام جهانی فوتبال زیر ۱۷ سال زنان دست یابد. او همچنین برای تیم زیر ۲۰ سال کانادا بازی کرد و به تیم ملی برای قهرمانی زیر ۲۰ سال کونکاکاف در سال ۲۰۱۸ دعوت شد.
در اکتبر ۲۰۱۹، او برای اولین بار به تیم ملی بزرگسالان کانادا دعوت شد تا در یک بازی دوستانه در برابر تیم ملی فوتبال زنان ژاپن بازی کند. در پایان سال ۲۰۱۹، او نامزد دریافت جایزه بهترین بازیکن جوان سال کانادا شد.